# Podorljak
Podorljak falu Horvátországban Šibenik-Knin megyében. Közigazgatásilag Rogoznicához tartozik.

## Fekvése
Šibeniktől légvonalban 25, közúton 42 km-re délkeletre, községközpontjától 6 km-re keletre, Dalmácia középső részén, az Adria parti főút mentén fekszik.

## Története
Területe évszázadokig velencei uralom alatt állt. 1797-ben a Velencei Köztársaság megszűnésével a település Habsburg Birodalom része lett. 1806-ban Napóleon csapatai foglalták el és 1813-ig francia uralom alatt állt. Napóleon bukása után ismét Habsburg uralom következett, mely az első világháború végéig tartott. A településnek 1880-ban 208, 1910-ben 245 lakosa volt. Az I. világháború időszaka más területekhez hasonlóan súlyos terheket rótt az itteni lakosságra. Az I. világháború után rövid ideig az Olasz Királyság, ezután a Szerb-Horvát-Szlovén Királyság, majd Jugoszlávia része lett. A település lakossága 2011-ben 125 fő volt. Lakossága fogyóban van, a környező falvakhoz hasonlóan ma már többségben csak az idősek élnek itt.

## Lakosság
| Lakosság változása | Lakosság változása | Lakosság változása | Lakosság változása | Lakosság változása | Lakosság változása | Lakosság változása | Lakosság változása | Lakosság változása | Lakosság változása | Lakosság változása | Lakosság változása | Lakosság változása | Lakosság változása | Lakosság változása | Lakosság változása |
| ------------------ | ------------------ | ------------------ | ------------------ | ------------------ | ------------------ | ------------------ | ------------------ | ------------------ | ------------------ | ------------------ | ------------------ | ------------------ | ------------------ | ------------------ | ------------------ |
| 1857               | 1869               | 1880               | 1890               | 1900               | 1910               | 1921               | 1931               | 1948               | 1953               | 1961               | 1971               | 1981               | 1991               | 2001               | 2011               |
| 0                  | 0                  | 208                | 233                | 250                | 245                | 0                  | 0                  | 343                | 333                | 356                | 290                | 258                | 210                | 162                | 125                |

(1857-ben, 1869-ben, 1921-ben és 1931-ben lakosságát Sapina Docához számították.)

## Nevezetességei
Szent Péter apostol tiszteletére szentelt római katolikus temploma 1868-ban épült. Egyszerű, négyszög alaprajzú épület, bejárata felett két kerek ablakkal, oromzatán pengefalú harangtoronnyal, benne két haranggal. A templomot 2000-ben teljesen megújították. Ennek során az oltárt a hívek felé fordították, új ablakok, új padok készültek, felújították a kórust és a kórusra vezető lépcsőt, elkészült az új világítás és a harangozás automatizálása. 2007-ben lelapozták a templom körüli területet. A településen elterjedt Szent Kájusz tisztelete is.